# Ḫumbaba

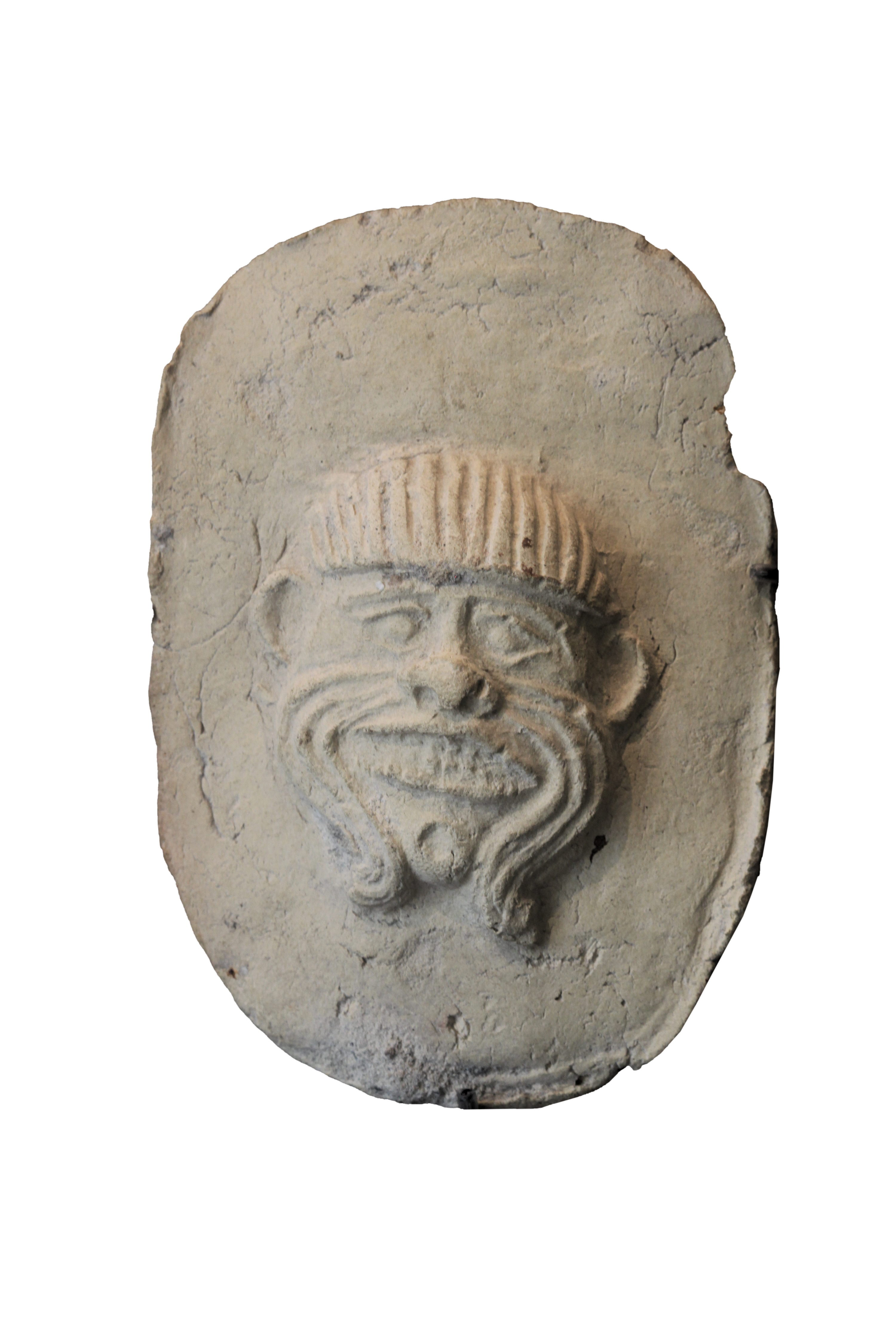
Maschera raffigurante Ḫumbaba

Ḫumbaba o Hubaba (in cuneiforme accadico: 𒄷𒌝𒁀𒁀; nella resa anglosassone Humbaba) o Huwawa (in cuneiforme sumero: 𒄷𒉿𒉿) o Khubaba è, nella cultura religiosa mesopotamica, una delle creature create dal capo degli udug (ombre nere ,con origine infera, diverse dagli dei mesopotamici e capaci di entrare nei corpi degli uomini) e viene visto anche come guardiano divino della Foresta dei cedri, localizzata nella «Montagna che dà la vita». Per le popolazioni della Mesopotamia, il legno di cedro era un'importante risorsa. Nell'Epopea di Gilgameš, tale luogo è anche sede degli dei.
Ḫumbaba, che muovendosi per la lussureggiante foresta provoca terremoti, è rappresentato con denti di drago e una faccia repellente fatta di viscere. Di lui si dice che emetta un urlo assordante come il diluvio e che indossi sette veli sacri che lo rendono quasi imbattibile.
Nell’Epopea, pur non essendo concretamente descritto, è indicato come un'entità potente e paurosa, dotata del potere di emanare vampe incandescenti: probabilmente questa caratteristica riflette la presenza in quel luogo e in quei tempi, di vulcani attivi. Viene ucciso da Gilgameš, re di Uruk, quando questi, accompagnato da Enkidu, sfida il guardiano aiutato dal dio Sole, Šamaš.

## Aspetto

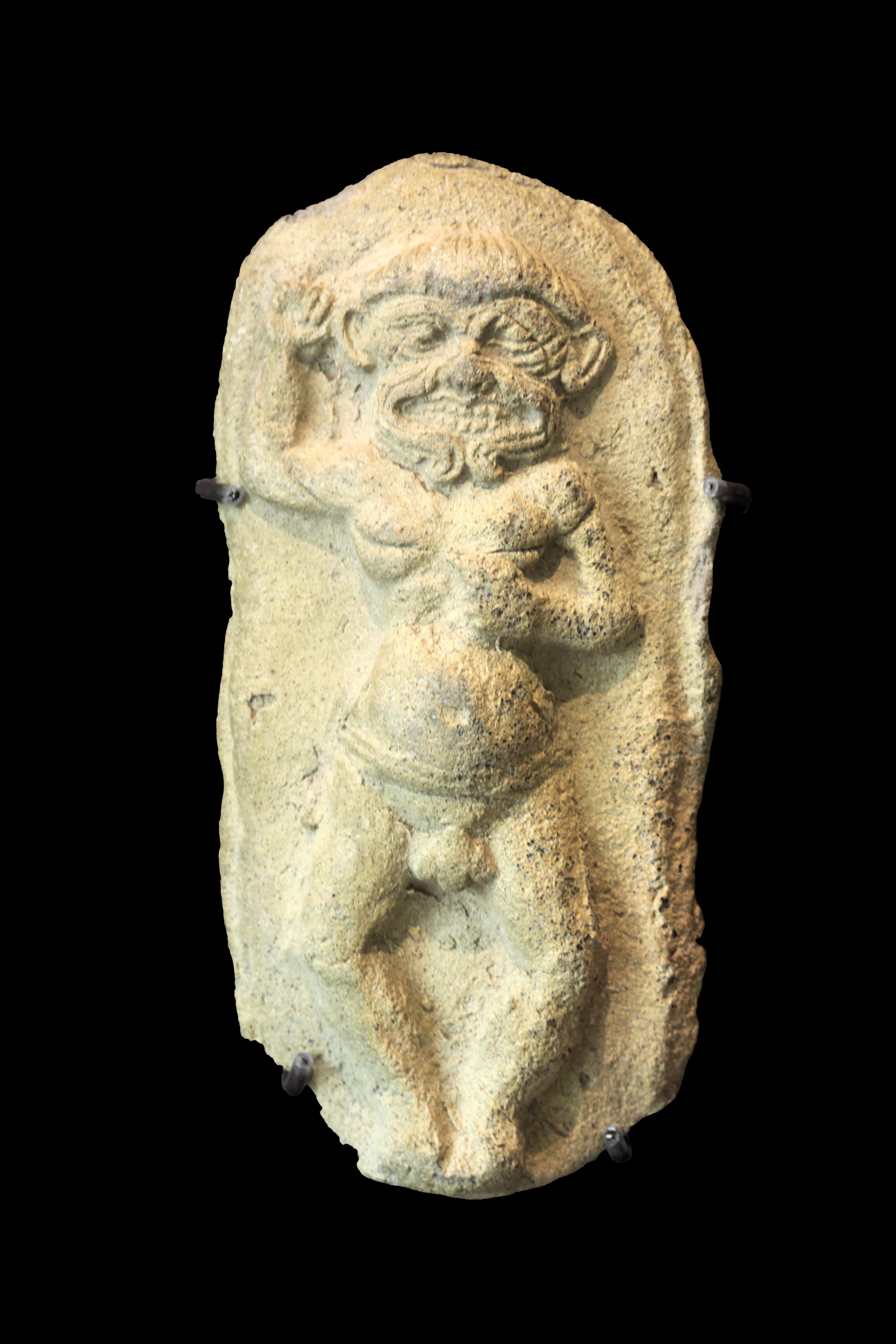
Tavoletta su cui è scolpito Ḫumbaba

Viene rappresentato con una figura antropomorfa, zampe di leone al posto delle mani e il volto mostruoso simile ad un intestino. Possiede anche lunghi capelli e baffi composti dalle stesse viscere che formano il suo viso. L'immagine della testa di questa creatura era spesso utilizzata come amuleto in difesa dai demoni minori.